# Shut Down Volume 2
Albums de The Beach Boys
Little Deuce Coupe
(1963) All Summer Long
(1964)
Shut Down Volume 2 est le cinquième album studio des Beach Boys, sorti en 1964.
Le Volume 2 du titre fait référence à une compilation sortie en 1963 sur le label du groupe, Capitol Records, intitulée Shut Down. Cette compilation réunissait des titres de plusieurs artistes, dont deux chansons des Beach Boys : 409 et Shut Down.

## Titres

### Face 1
| No | Titre                                                        | Durée |
| -- | ------------------------------------------------------------ | ----- |
| 1. | Fun, Fun, Fun (Brian Wilson, Mike Love)                      | 1:37  |
| 2. | In The Parkin' Lot (Brian Wilson, Roger Christian)           | 2:14  |
| 3. | Pom.Pom Play Girl (Brian Wilson)                             | 2:06  |
| 4. | This Car Of Mine (Brian Wilson, Roger Christian)             | 2:47  |
| 5. | Shut Down, Part II (Brian Wilson, Roger Christian)           | 1:47  |
| 6. | "Cassius" Love vs. "Sonny" Wilson (Brian Wilson, Gary Usher) | 1:38  |

### Face 2
| No | Titre                                                     | Durée |
| -- | --------------------------------------------------------- | ----- |
| 1. | Why Do Fools Fall In Love (Brian Wilson, Roger Christian) | 2:16  |
| 2. | The Warmth Of The Sun (Brian Wilson, Roger Christian)     | 2:22  |
| 3. | Don't Worry Baby (Brian Wilson, Mike Love)                | 2:20  |
| 4. | Denny's Drums (Brian Wilson, Roger Christian)             | 2:25  |
| 5. | Louie Louie (Richard Berry)                               | 1:53  |
| 6. | Keep An Eye On Summer (Brian Wilson)                      | 1:38  |

En 1990, les enregistrements ont été remasterisés. Shut Down Volume 2 et Surfer Girl sont sortis sur un seul CD agrémenté de trois titres bonus :
| No | Titre                                                   | Durée |
| -- | ------------------------------------------------------- | ----- |
| 1. | Be True To Your School (version single) (Brian Wilson)  | 2:07  |
| 2. | All Dress Up For School (Brian Wilson)                  | 2:20  |
| 3. | Little Honda (alternate take) (Brian Wilson, Mike Love) | 2:10  |
| 4. | Don't Back Down (alternate take) (Brian Wilson)         | 1:38  |